# Thorkild Roose
Thorkild Roose född 8 oktober 1874 i Kolding död 6 juni 1961, var en dansk skådespelare och teaterregissör. 
Efter avslutad skolgång i Kolding 1894 for han till Antwerpen för att få kunskap om internationell handel. Han märkte rätt snart att han inte trivdes med kontorsarbetet och han sökte sig till Emmanuel Larsen för att studera drama. 
Roose debuterade som skådespelare på Århus Teater 1901 i rollen som Leander i pjäsen Julestuen. Han lämnade teatern 1904 för ett engagemang vid Det Kongelige Teater där han var verksam fram till 1919. Han var verksam som teaterdirektör vid Dagmarteatret 1919-1923 men återgick som skådespelare vid nationalscenen 1922. 
Vid sidan av arbetet som skådespelare höll han en rad föreläsningar och uppläsningar av klassisk litteratur vid Universitetet i Köpenhamn. Från 1927 till 1950 var han även lärare vid Det Kongelige Teaters elevskola. Han genomförde sin avskedsföreställning som skådespelare på Det Kongelige Teater den 25 oktober 1951, på 50-årsdagen av sin debut vid Århus Teater. Roose tilldelades Teaterpokalen 1940 och medaljen Ingenio et arti 1951. 
Som filmskådespelare medverkade han i sin första film 1910; han kom att medverka i drygt ett 20-tal filmer.

## Filmografi i urval
- 1948 – Mens porten var lukket
- 1943 – Vredens dag
- 1938 – Kongen bød
- 1914 – Et kærlighedsoffer
- 1914 – Fædrenes synd
- 1913 – Dyrekøbt venskab
- 1912 – Den sorte kansler
- 1910 – Den dødes halsbånd

## Utmärkelser
- Dannebrogsmännens hederstecken,  1931[4]
- Teaterpokalen,  1940[4]
- Kommendör av Dannebrogorden,  1948[4]
- Ingenio et arti,  1951[4]

[Redigera Wikidata]